# 杉本惣太郎
杉本 惣太郎（すぎもと そうたろう、生没年不詳）は、江戸時代後期の一揆指導者。本姓は広瀬。

## 経歴・人物
近江国甲賀郡油日村（現：滋賀県甲賀市甲賀町油日）の人。
天保13年（1842年）、江戸幕府勘定方の市野茂三郎による検地増徴に反対し、野洲・甲賀・栗太3郡の農民約1万2000人が蜂起した近江天保一揆（甲賀一揆）を指導した一人である。一揆の際は旅館に入り、検地の帳簿を破棄した。検地は阻止されたが、同志の土川平兵衛らと共に捕えられ、江戸へ護送された後、配流先の佃島で死亡した。